# Jersey (Georgia)
Jersey è un comune degli Stati Uniti d'America, situato nello Stato della Georgia, nella contea di Walton.